# Mitologia etrusca

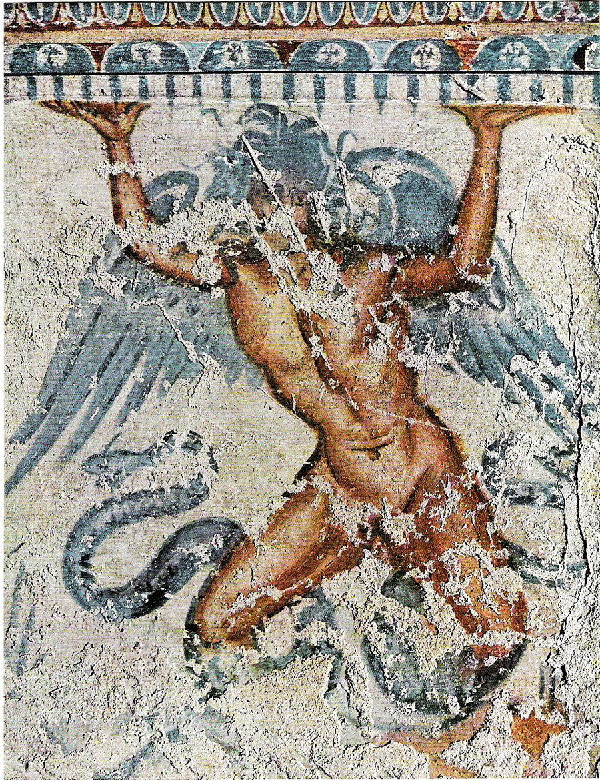
Mural etrusc representant el déu Tifó.

Els etruscs eren gent molt aferrada a la seva religió. La religió dels etruscs va estendre alguns dels seus costums i ritus a Roma. Les influències externes no es coneixen prou bé, però semblen més orientals que gregues. La religió dels llatins i sabins tenia molts elements etruscs o a l'inrevés. Els déus eren els aesars (que s'ha volgut veure com la paraula escandinava asar, amb el mateix significat, vegeu aesir), i els déus infernals presenten alguna similitud amb els escandinaus.

## Característiques de la religió etrusca

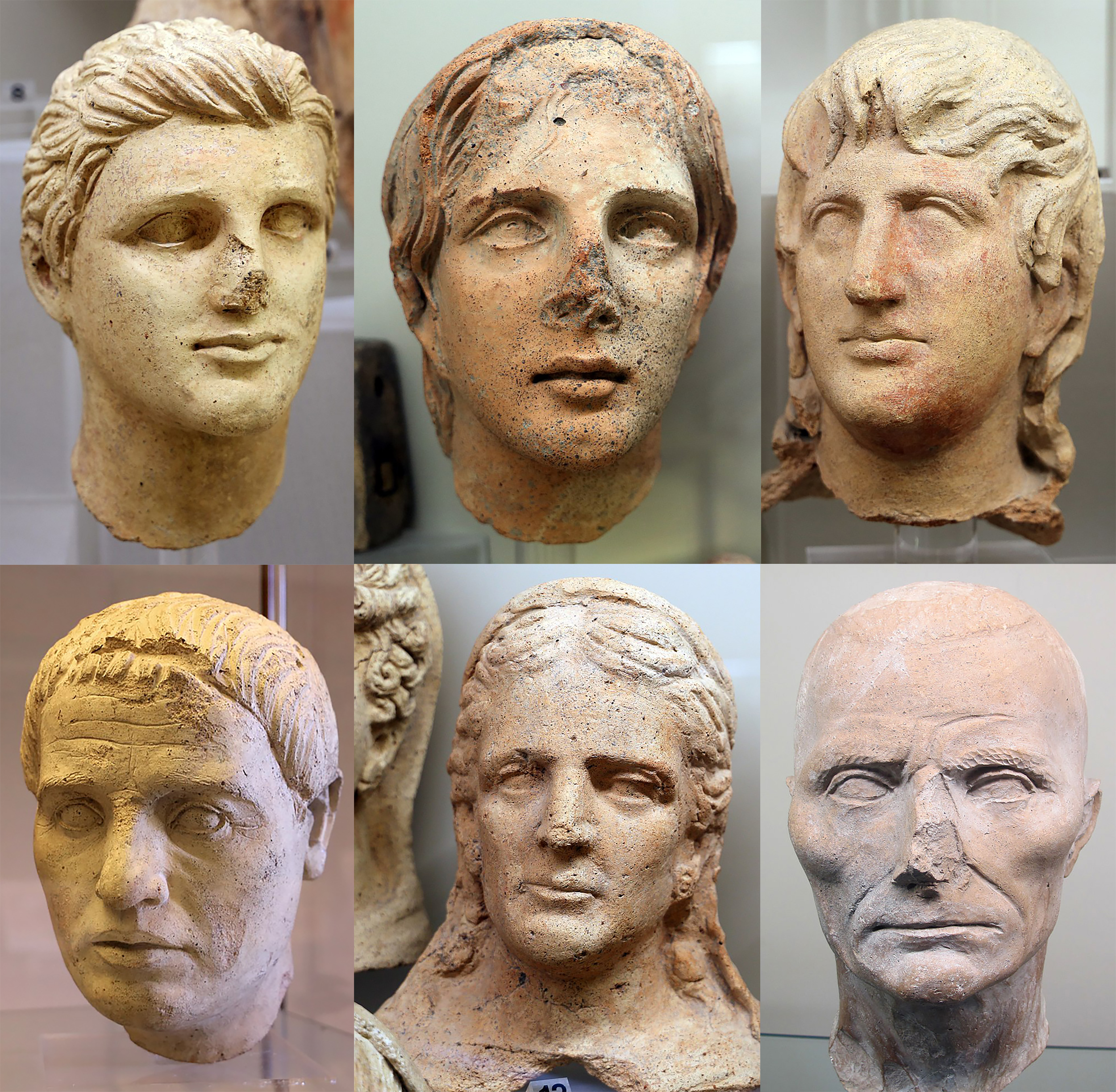
Caps votius de terracota etruscs de diversos santuaris etruscs, IV-II cen BC

Els etruscs tenien creences animistes, politeistes i profètiques. Tot i que alguns déus venerats pels etruscs eren o coincidien amb déus de la mitologia grega, l'estructura base de la religió etrusca té més semblances amb la dels celtes, la dels eslaus i en certa manera amb la dels caldeus.

### Animisme
Pensaven que tot el que existeix, tant la matèria viva (animals, plantes, persones) com la matèria inerta (pedres, rius, objectes fets pels humans) tenia un ésser espiritual que els impulsava. Segons Massimo Pallotino, la figura romana dels genius era d'origen etrusc, el concepte va passar a Roma fins i tot abans que els romans conquerissin el territori etrusc. No es coneix el nom donat pels etruscs als genis, però cada persona en tenia un de tutelar; cada casa tenia un geni tutelar (equivalent als Lares: la paraula lar és etrusca, i Lara o Lasa era una mena d'ajudant dels genis, representat per una figura femenina).

### Politeisme
El seu politeisme organitzava els déus en grups segons importància:
- La tríada formada per Tínia, Uni i Menrva[7]
- Els Dii Consentes (grup de 12 déus)
- Els Dii Novensiles (grup de 9)
- Els Dii Involuti
- Els Dii Inferi

La tríada

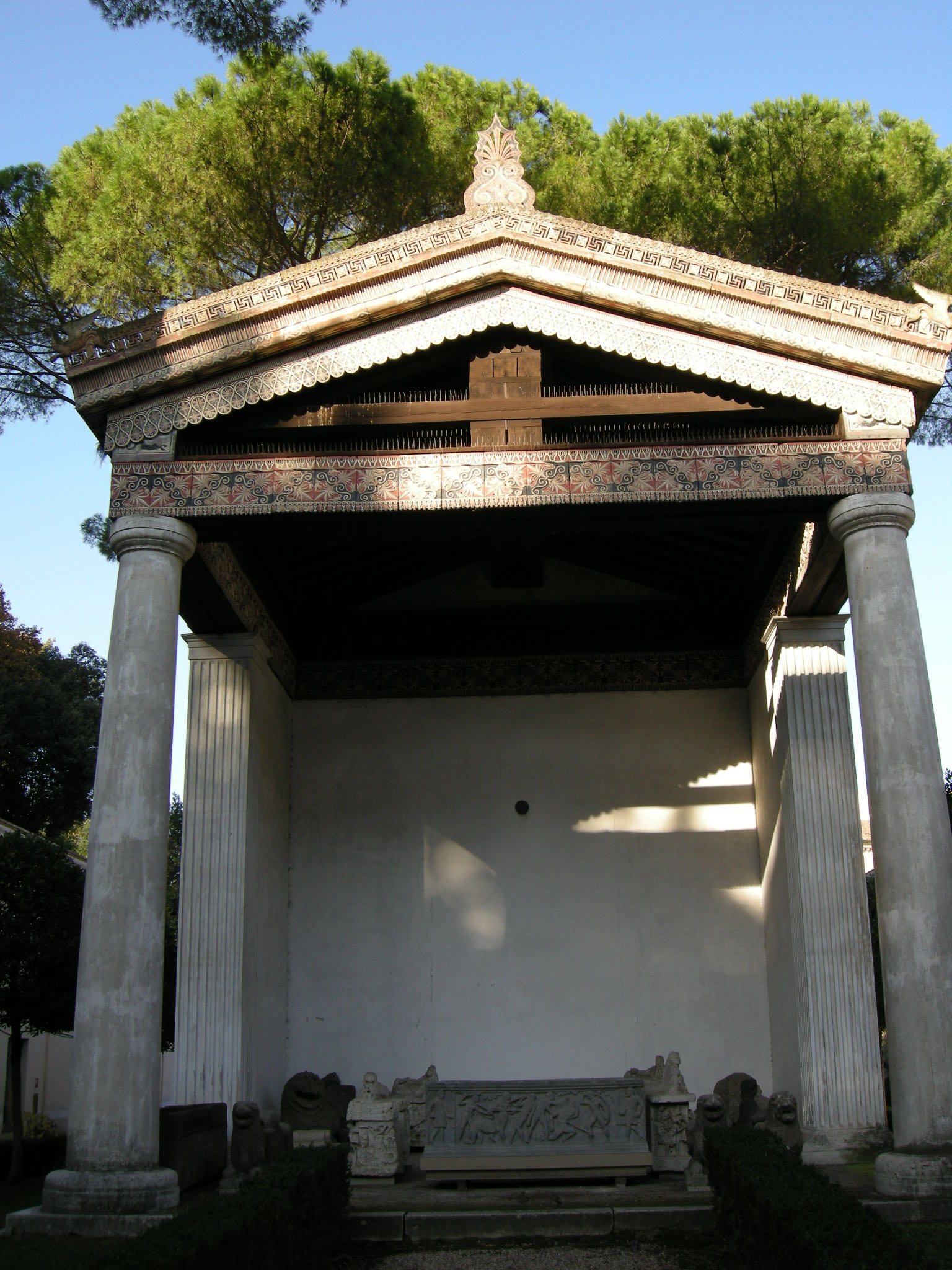
Reconstrucció d'un temple etrusc als jardins de la Vil·la Júlia, (Roma), per al qual van prendre com a model el Temple d'Apol·lo al santuari de Portonaccio als afores de la ciutat de Veïs.

Aquest tres déus eren els principals i a aquests es dedicaven la majoria dels temples. A banda, hi havia 12 divinitats més de les quals se'n desconeix el nom, sis de caràcter femení i sis de caràcter masculí, que en conjunt foren anomenats Dii Consentes, Cupra i Menrva són considerats part d'aquest Consentes. La teoria de l'existència entre els etruscs d'un grup principal de 12 déus procedeix d'autors llatins de finals de l'imperi romà, quan parlaven dels orígens grecs de la cultura etrusca, però els historiadors actuals agafen aquesta teoria amb escepticisme. Segons la descripció, eren consellers del déu etrusc Tínia, eren de nom anònim i tenien caràcter de despietats. Arnobi el vell deia que els etruscs tenien sis déus i sis deesses als qui anomenaven consentes i complices perquè havien sorgit i s'havien establert al cel junts i que aquests dotze actuaven com a consellers de Júpiter; aquesta era una explicació que implicava una vessant astronòmica de les divinitats. El concepte de Dii Consentes no posa en dubte que la religió etrusca fos politeista sinó la quantitat de déus que tenien.
Els altres grups
Superiors a Tínia i als Dii Consentes, hi havia els Dii Involuti, que exercien tot el poder diví, però dels quals tampoc no es coneixen ni els noms ni els atributs.
Un conjunt de nou déus anomenats Dii Novensiles tenien el poder de llançar els llamps; sembla que alguns dels Novensiles també eren dins els Consentes.
Els déus inferiors formaven el grup dels Dii Manes (els bons déus) i aquests estaven sota el domini de Mantus (Plutó) i la seva parella femenina Mània. A les decoracions de les tombes etrusques a partir del segle v aC es veuen imatges que representen el viatge del difunt cap a l'inframon. Una deïtat que sembla representar la mort portava el nom grec de Karon.
Les deesses de la sort o del destí portaven els noms de Leinth, Mean, Snenath, Nathum i Munthuch.
Sembla que alguns dels déus eren pròpiament etruscs, mentre que altres els van adoptar durant el període d'influència grega (750/700-600 aC), per exemple: Aritimi (Artemis), Menrva (Atena).

## Els déus etruscs

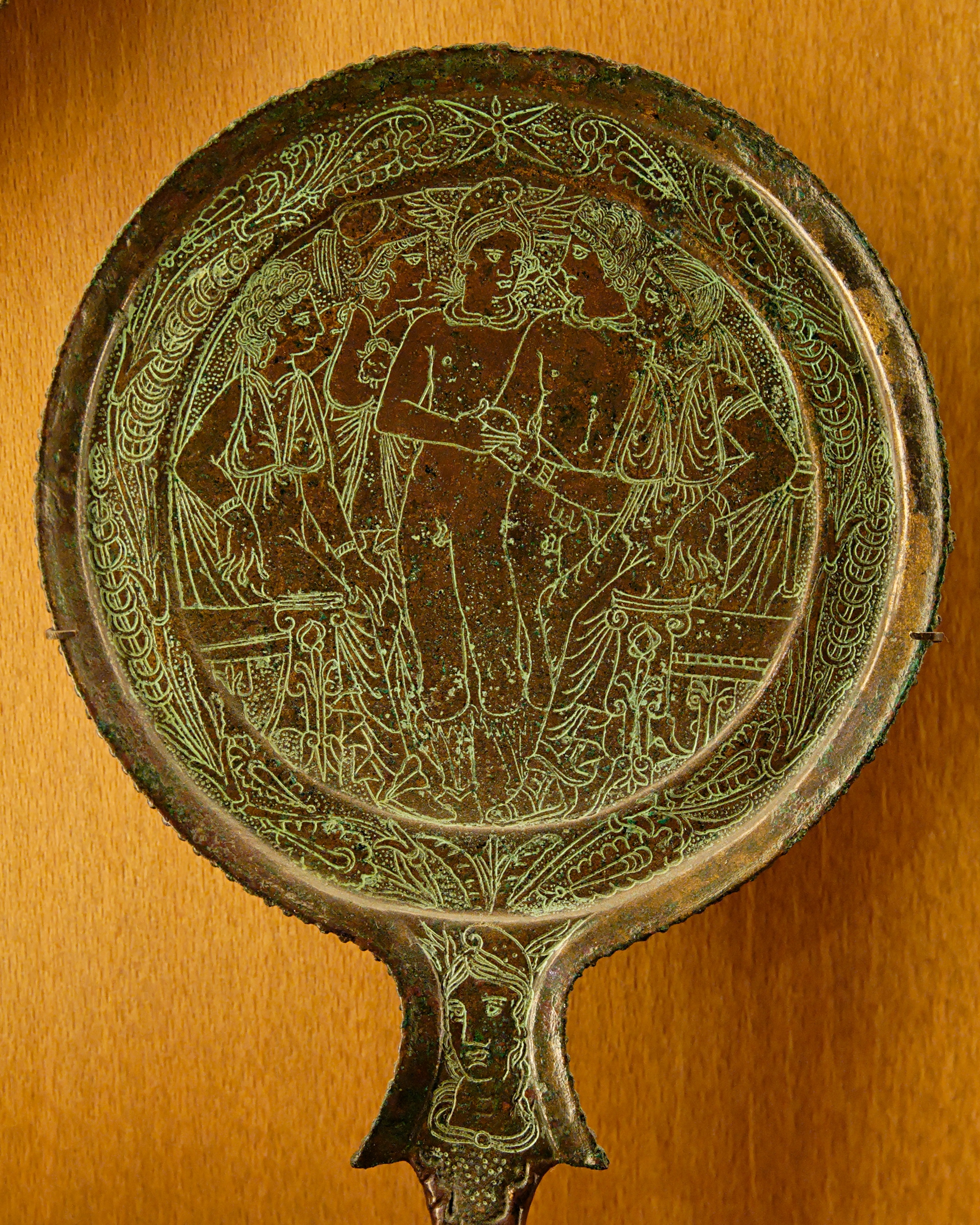
Decoració en un mirall etrusc del : representació d'un mite grec (la poma de la discòrdia Hera, Atena i Paris) de gust etruscs. Museu del Louvre.

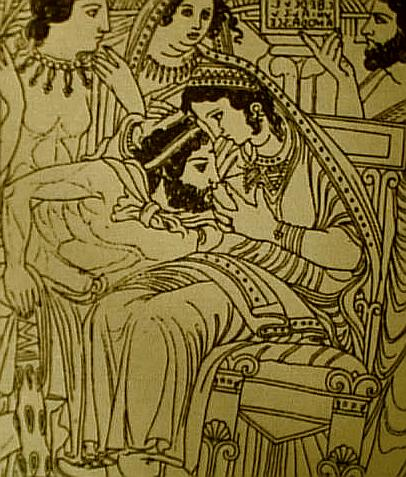
Decoració en un mirall de bronze que representa Hercle sent alletat per Uni,(trobat a Volterra, datat en el); adaptació d'un mite grec: Hèracles xucla el poder fertilitzador de la Mare Terra.(Florència, Museu Arqueològic).

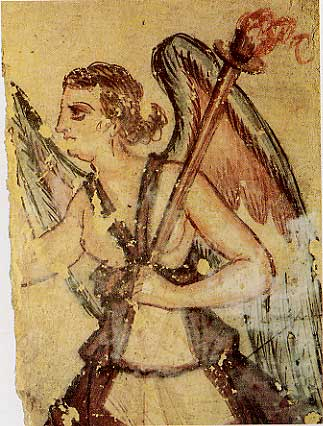
Pintura al fresc que decora la tomba Anina a Tarquínia, datada a mitjan. La imatge representa a Vanth; els daemons amb ales són un tema també present en la mitologia de Mesopotàmia.

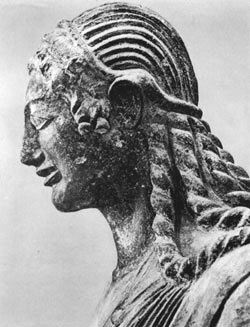
Aplu o Apol·lo de Veïs, decoració del temple, on era representat juntament amb Menrva (s. VI a C).

En ordre alfabètic els déus esmentats als escrits etruscs són:
- Achle: identificat amb el personatge de la mitologia grega Aquil·les.
- Aita: déu de la vida després de la mort, correspon al grec Hades i al romà Plutó.
- Alpan o Alpanu: deessa de l'amor i l'inframon.
- Ancària, deessa tutelar de Faesulae.
- Ani: considerada una divinitat celeste.
- Aplu o Apulu (equivalent a l'Apol·lo, d'origen grec).
- Artume: deessa de la nit i de la lluna, identificable amb la deessa grega Àrtemis o amb la romana Diana.
- Atunis: era fill de la unió incestuosa entre Cínires, rei de Xipre i la seva filla Mirra. Símbol de la bellesa masculina. Correspon a Adonis de la mitologia grega.
- Calu, antic déu dels morts i de l'inframon
- Cautha: era una divinitat femenina, o potser masculina, del sol i de la lluna, també relacionada amb el part. De vegades se l'equipara amb el déu grec Hèlios.
- Charun, Karon o Charontes: una divinitat subterrània identificable amb el personatge de la mitologia grecoromana de Caront.
- Culsans, déu de les portes, assimilat al llatí Janus.
- Culsu: dimoni femení alat, guardiana del món dels morts.
- Easun: déu importat de la mitologia grega (Jasó); rei de Iolkos, antiga ciutat de Tessàlia.
- Evan: deessa que personifica la immortalitat, forma part dels Lasa.
- Februus: déu de la mort i de la purificació. Els romans li deien Febris.
- Ferònia: deessa protectora dels boscos i dels conreus, present també en la mitologia romana.
- Fufluns: correspon al déu grec Dionís o al romà Baccus; fill de Sèmia, deessa de la terra.
- Herecle o Hercle: fill d'Uni i Tínia; equivalia al grec Hèracles.
- Horta, divinitat local etrusca de la ciutat d'Horta, equivalent a Ceres.
- Janus, adorat a Falerii, però no se sap sota quin nom etrusc.
- Laran: déu de la guerra. Equiparable a Ares i a Mart.
- Lasa: divinitat alada protectora de les arts i les virtuts (com les muses gregues).
- Losna: divinitat de la lluna; presenta analogies amb la deessa grega Leucòtea.
- Mae: deessa equivalent a la grega Maia i a la romana Bona Dea.
- Mània: deessa de la mort i de la bogeria, equivalent a les Erínnies gregues i a les Fúries romanes.
- Mantus o Manth: espòs de Mània, déu de l'inframon.
- Maris: déu de l'agricultura. Potser per la semblança del nom se'l va assimilar també amb Mart i amb Ares, déus de la guerra.
- Menrva o Menerva: deessa del seny, la guerra, l'art, els sabers i el comerç; equival a Atena i a Minerva.
- Nethuns: va ser, inicialment la divinitat dels pous, després de les aigües i els mars; semblant a Posidó i a  Neptú.
- Nòrtia: deessa de la sort i la fortuna, adorada especialment a Volsinii.
- Satre o Satres: correspon al déu grec Cronos i al romà Saturn.
- Selvans: déu dels boscos, comparable al déu romà Silvà.
- Semia: deessa de la terra, mare de Fufluns, equival a Sèmele.
- Sethlans: equivalent a Hefest o Vulcà, adorat especialment a Perusa.
- Suri: déu dels morts i de l'endevinació, semblant en alguns aspectes a l'Apol·lo grec.
- Taitle: artesà i enginyer, assimilable al personatge de la mitologia grega Dèdal.
- Thalna: deessa dels parts.
- Thesan: deessa de l'alba; correspon a la grega Eos i a la romana Aurora.
- Tínia o Tin: la divinitat més important, corresponent al Zeus grec o al Júpiter romà.
- Tuchulcha: divinitat de la vida després de la mort.
- Turan: deessa de l'amor i la vitalitat; equival a la grega Afrodita o a la romana Venus.
- Turms: equivalent al grec Hermes o al romà Mercuri.
- Uni: la suprema deessa, tenia un temple a Perusa; equivalent a Hera o a Juno.
- Usil: déu del Sol; corresponent al grec Helios o al romà Sol Invictus.
- Utuse: adaptació del personatge de la mitologia greca Odisseu.
- Vanth: dimoni femení equivalent a les deesses gregues del destí Moires o les romanes Parques.
- Veive: déu de la venjança.
- Vetisi: correspon al déu romà Veiove.
- Vicare: importació del personatge de la mitologia grega Ícar.
- Vertumnus o Voltumna o Veltuna o Veitha: déu suprem de la terra, especialment venerat a Volsinii.

Els especialistes han observat quatre tipus de déus: els de procedència d'Anatòlia (teoria que ha pres força a partir dels estudis genètics fets a la Toscana per Alberto Piazza), els indígenes o pròpiament etruscs (de caràcter naturalista: Cavtha, Usil, Tivr, Selvans, Turan, Laran, Leinth, Maris, Thalna /Thanr, Fufluns), els d'herència indoeuropea (Tínia, Uni,Voltumna) i els de procedència grega (déus humanitzats).

## L'endevinació: La disciplina etrusca
La religió es caracteritzava pel nombre i duració del ritual, especialment els ritus que feien referència a l'endevinació. Els etruscs eren molt supersticiosos i intentaven endevinar l'avenir en les seves cerimònies. Creien que res no passava per casualitat sinó per voluntat dels déus, tot seguia un ordre establert pels déus i, per tant, el futur era predictible. Els romans deien al seu sistema d'endevinació "la disciplina etrusca"). El sistema havia estat revelat pels déus als humans a través d'uns vidents o profetes, el de més renom era un jove que es deia Tages, procedent de Tarquinii, i els seus ensenyaments es van estendre, conservats per tradició oral dins les famílies dels Lucumons o caps dels nobles, per totes les ciutats. Aquests sabers van ser transcrits més tard pels romans.
Els rituals eren tan importants que no es podia fer cap transacció o resoldre cap afer públic sense practicar-ne un. Dominar els sabers relacionats amb els rituals donava molt de poder a l'aristocràcia sacerdotal, que era de la mateixa classe que l'aristocràcia política. Els joves nobles que s'iniciaven en l'aprenentatge d'aquesta disciplina havien de dedicar-li molt de temps d'estudi i transmetien el seu coneixement per herència.

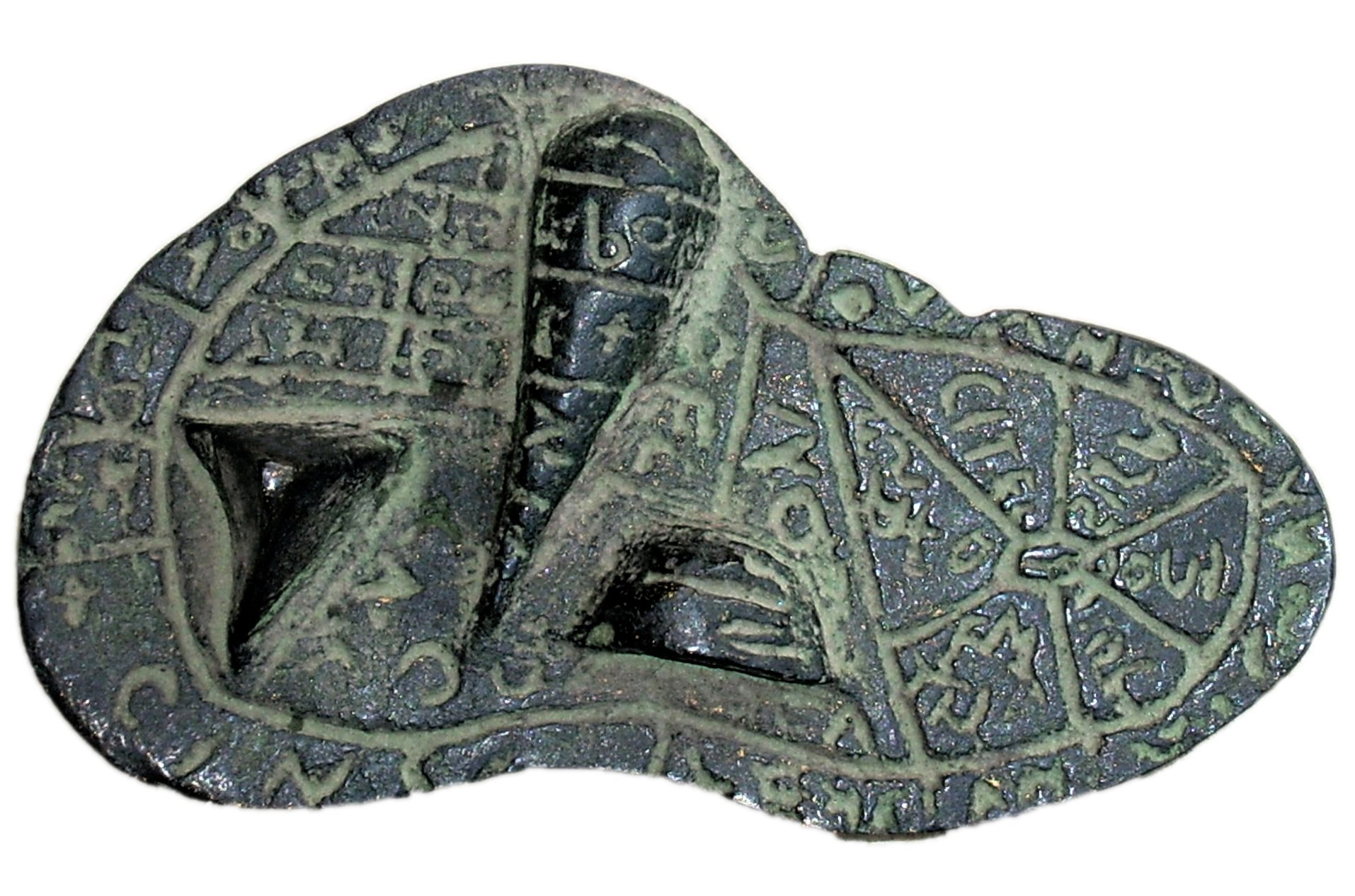
El fetge de Piacenza era una taula d'interpretació de la relació entre el macrocosmos dels déus i el microcosmos dels humans.

El sistema d'endevinació era de tres classes principals: 
- pels àugurs, observació del vol de les aus (comú a altres pobles itàlics antics i als primers grecs);[18]
- pels harúspex, amb l'examen de les vísceres dels animals (també comú a altres pobles antics d'Itàlia i grecs); i
- l'endevinació pel tro i el llamp, peculiar dels etruscs, i que s'explica en el llibre conegut com a Libri fulgurales et tonitruales, que circulava en temps de Ciceró (meitat del segle I aC) i en el qual s'establia el significat de les diferents menes de llamps (onze en total), i que s'han conservat, però amb moltes pràctiques de difícil comprensió per haver-se transmès dins del secretisme de la tradició oral hereditària.

Segons Massimo Pallotino els coneixements religiosos etruscs es podrien agrupar en cinc llibres sagrats:
- Libri Haruspicini, sobre les consultes de la voluntat dels déus a través de l'aspecte de les vísceres d'animals sacrificats.
- Libri Fulgurales, la interpretació del missatge enviat pels déus a través dels llamps i els trons.
- Libri Fatales, que narra la manera correcta de fer algunes coses sense ofendre els déus, aquestes coses poden ser: fundar una ciutat, construir un santuari, desguassar un camp inundat, redactar lleis, prendre les mides d'un camp de conreu, dividir el temps.
- Libri Acherontici, sobre com actuar en relació al més enllà.
- Libri Ostentaria, amb les regles sobre la interpretació de fets extraordinaris.

Els coneixements transmesos pel profeta Tages es van concretar en un llibre anomenat Libri Tagetici, que constava de dues parts: els Libri Haruspicini i els Acherontici. Els coneixements de la profetessa Vegoia en els Libri Vegoici, que constava de dues parts: els Libri Fulgurales i els Libri Rituales.
L'endevinació etrusca va caure en descrèdit al segle i i, encara que l'emperador Claudi va intentar restaurar-ne la pràctica massiva, va desaparèixer progressivament després del seu regnat, tot i que encara s'esmenta com a cosa aïllada el 408.

## Culte

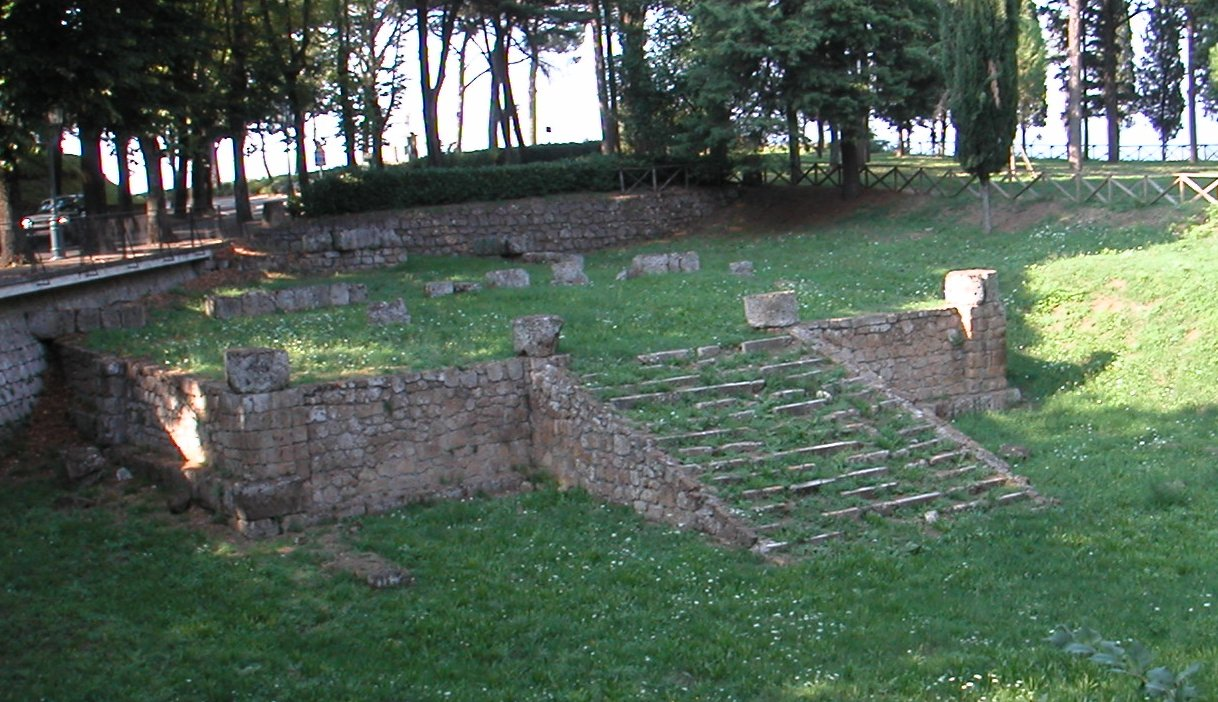
Restes d'un fanu etrusc, localitzat al territori municipal d'Orvieto.

L'espai on residia un déu es deia fanu o luth, també era considerat un espai sagrat una tomba i un temple. En aquest llocs es feien ofrenes, en etrusc fler (plural flerchva). El principal santuari era el Fanum Voltumnae. En les seves cerimònies feien servir màscares rituals i processons.El temple etrusc era un espai delimitat on només podia accedir els àugurs o els sacerdots per a fer els rituals. Una part del culte incloïa expressar agraïment als déus pels favors concedits. Al centre de la península Itàlica hi havia un llac, actualment sec, anomenat Falterona, a 1.400m d'altitud, on s'han trobat uns 2000 estatuetes votives (flerchva) portades pels fidels etruscs, de les quals unes 500 són de bronze. La resta estan fetes d'argila, sovint representen parts del cos, fenomen que es troba en altres cultures relacionat amb rituals de guariment. Les aigües sulfuroses o termals (d'origen volcànic en el cas d'Itàlia) es fan servir també en altres llocs del pel seu poder de guariment, cosa que els etruscs atribuïen als déus.
Les consultes als déus eren rituals que havien d'anar guiats per sacerdots. A Tarquínia hi havia una societat sacerdotal de 60 membres. Els etruscs feien servir, com s'ha vist a les seves inscripcions, diferents noms per als sacerdots, probablement amb relació a l'especialització de la feina de cadascun: els capen (cupencus a Sabínia), els maru (maron- a Úmbria), els eisnevi la hatrencu (sacerdotessa). A l'art de fer prediccions li deien zich nethsrac. Hi havia un ministre especial encarregat de les coses sagrades (cecha o rath). A més, cada ciutadà tenia les seves responsabilitats religioses, per referir-se a això feien servir les paraules alumnathe o slecaches. No hi havia esdeveniment social que es realitzés sense un netsvis, un harúspex, o el seu equivalent femení, la nethsra, els quals interpretaven l'aspecte del fetge d'un anyell sacrificat de forma correcta. S'ha conservat un model de fetge en bronze (l'harúspex de Piacenza), amb uns símbols inscrits la interpretació dels quals són encara objecte de debat. Aquest tipus de consulta divina es troba també en les civilitzacions de la zona del Creixent Fèrtil.

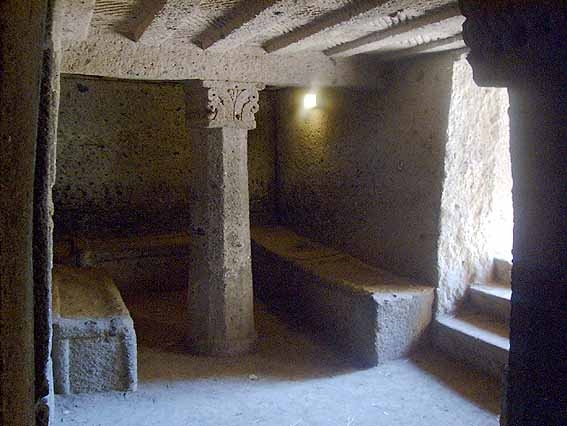
Sepulcre dels Capitelli, Necropoli della Banditaccia, (Cerveteri), feta a imitació d'una casa

El culte als déus implicava honrar els morts, ja que aquests estaven en contacte més proper a ells i tenien un estatus o consideració superior al dels vius. Per això els construïen sepulcres que eren gairebé temples, amb diferents sales i sostre a imitació de cases.
La major part del que se sap sobre mitologia etrusca procedeix del recull, encara sense acabar de publicar, de textos trobats en llengua etrusca, el Corpus Speculorum Etruscorum i el Corpus Inscriptionum Etruscarum; que els estudiosos complementen amb els escrits que van deixar els romans sobre aquest tema.
la religiositat etrusca va passar als romans, segons diu la tradició a través del rei romà Tarquini Prisc, que era de procedència etrusca i va institucionalitzar els rituals del culte. Alguns símbols emprats en els rituals polítics romans sembla que procedien també dels mites de la religió etrusca, com les fascies.